# Haarlemmerweg

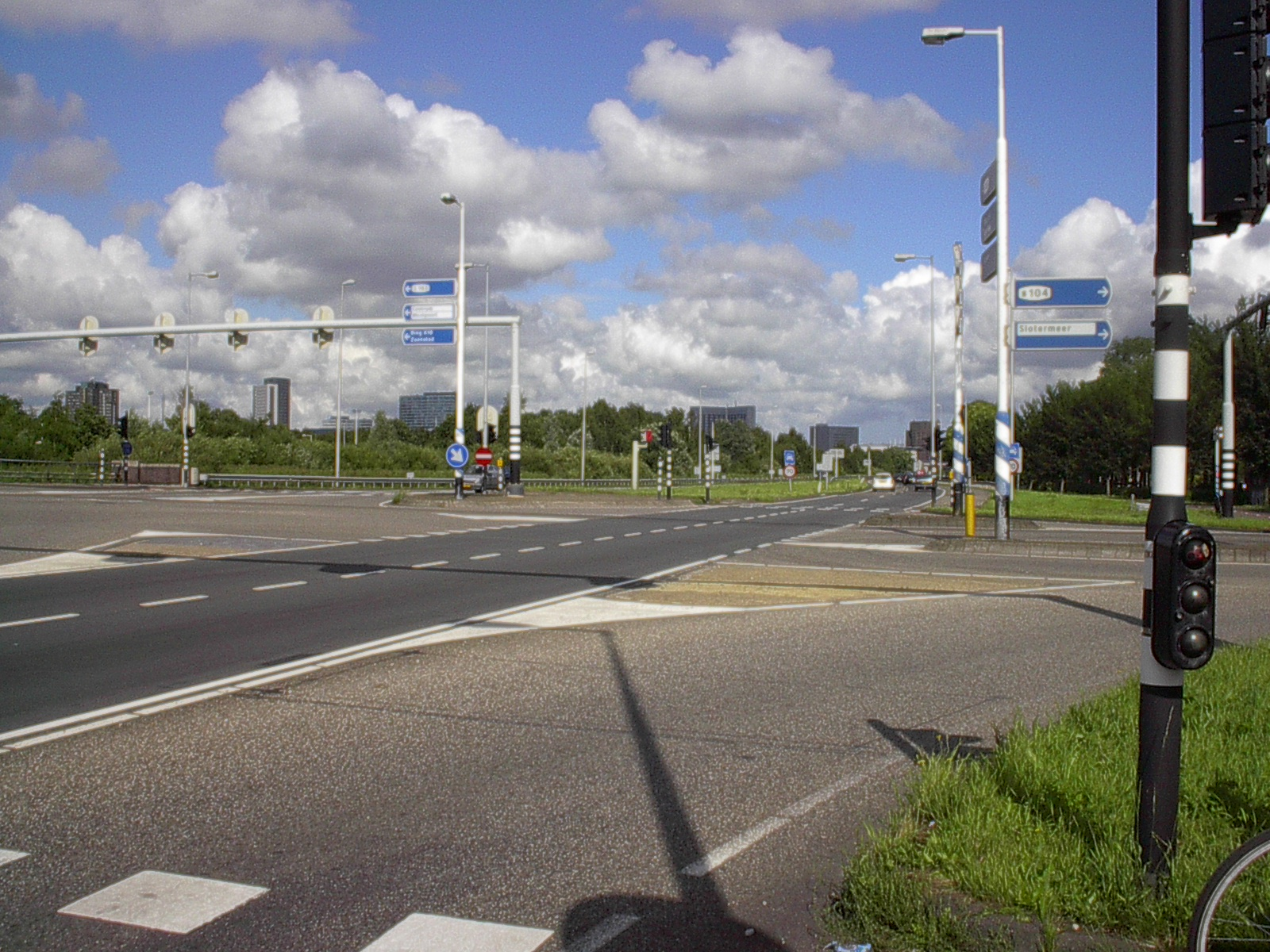
Haarlemmerweg.

Haarlemmerweg est une avenue d'Amsterdam.

## Situation et accès
Elle traverse l'arrondissement de West selon un axe est-ouest, pour relier le Nassaukade à Halfweg, en direction de Haarlem. Elle constitue ainsi la frontière nord des quartiers de Staatsliedenbuurt, Bos en Lommer, Slotermeer et Geuzenveld, tandis qu'elle passe au sud du Westerpark et de la Westergasfabriek.

## Bâtiments remarquables et lieux de mémoire
Trois moulins notables sont également situés le long de son tracé: De Bloem, De 1100 Roe et De 1200 Roe.